# Lakewood Church

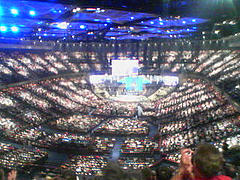
Interieur van de Lakewood Church

De Lakewood Church is een megakerk in Houston in de Amerikaanse staat Texas. De Lakewood Church Central Campus, het gebouw waar de gemeente sinds 2003 samenkomt, is een voormalig sportstadion en heeft 16.285 zitplaatsen. Het is daarmee qua zitplaatsen de op drie na grootste kerk ter wereld. Er worden anno 2017 iedere zondag vier Engelstalige en twee Spaanstalige diensten verzorgd. De kerk is opgericht door John Osteen in 1959. Op 3 oktober 1999 volgde Joel Osteen zijn vader op als senior pastor (leidinggevende voorganger) van de Lakewood Church. 
Singer-songwriter Israel Houghton is lid van deze kerk en was er aanbiddingsleider. Het album A New Halleluja van Michael W. Smith werd in 2008 in Lakewood Church opgenomen. Ook de bekende voorganger John Gray werkte tot 2018 voor Lakewood Church; hij leidt nu Relentless Church in Greenville (sc).
Op 11 februari 2024 vond er in Lakewood Church een schietpartij plaats, waarbij twee agenten buiten dienst een gewapende vrouw uitschakelden. Haar zevenjarige kind raakte zeer zwaar gewond en een 57-jarige man werd geraakt in zijn been.